# Luei
Luei (en francès Louey) és un municipi francès situat al departament dels Alts Pirineus i a la regió d'Occitània.

## Demografia
| 1962                                       | 1968 | 1975 | 1982 | 1990 | 1999 | 2007 |
| ------------------------------------------ | ---- | ---- | ---- | ---- | ---- | ---- |
| 431                                        | 439  | 433  | 787  | 779  | 912  | 996  |
| Des de 1962: població sense dobles comptes |      |      |      |      |      |      |

## Administració
| Període | Identitat         | Partit |
| ------- | ----------------- | ------ |
| 2001-   | Christian Laborde |        |